# تشيبا (محافظة)
محافظة تشيبا (باليابانية: 千葉県) إحدى المحافظات الوسطى في الـيابان. عاصمتها مدينة تشيبا.

## جغرافيا
يحيط بمحافظة تشيبا من الشمال محافظة إيباراكي على حدود نهر تونه، وطوكيو ومحافظة سايتاما من الغرب على حدود نهر إيدو، والمحيط الهادي من الغرب، وخليج طوكيو على الحدود الجنوبية.

### مدن
هناك ست وثلاثين مدينة في محافظة تشيبا:
| - أبيكو ‡ - أساهي - تشيبا (العاصمة) - تشوشي - فوناباشي - فوتسو - إيتشيهارا - إيتشيكاوا | - إينزاي - إيسومي - كاماغايا ‡ - كاموغاوا - كاشيوا ‡ - كاتوري - كاتسوورا - كيميتسو - كيسارازو - ماتسودو ‡ - ميناميبوسو - موبارا - ناغاره-ياما ‡ - ناراشينو | - ناريتا - نودا ‡ - ساكورا - سانمو - شيروي - سوده-غاوارا - سوسا - تاته-ياما - توميساتو - توغانه - أوراياسو - ياتشيماتا - ياتشيو - يوتسوكايدو |

‡ من المخطط إلغاؤها أثناء الدمج القادم.

## توأمة
لتشيبا (محافظة) اتفاقيات توأمة مع كل من:
- ويسكونسن
- بارا

## معرض صور

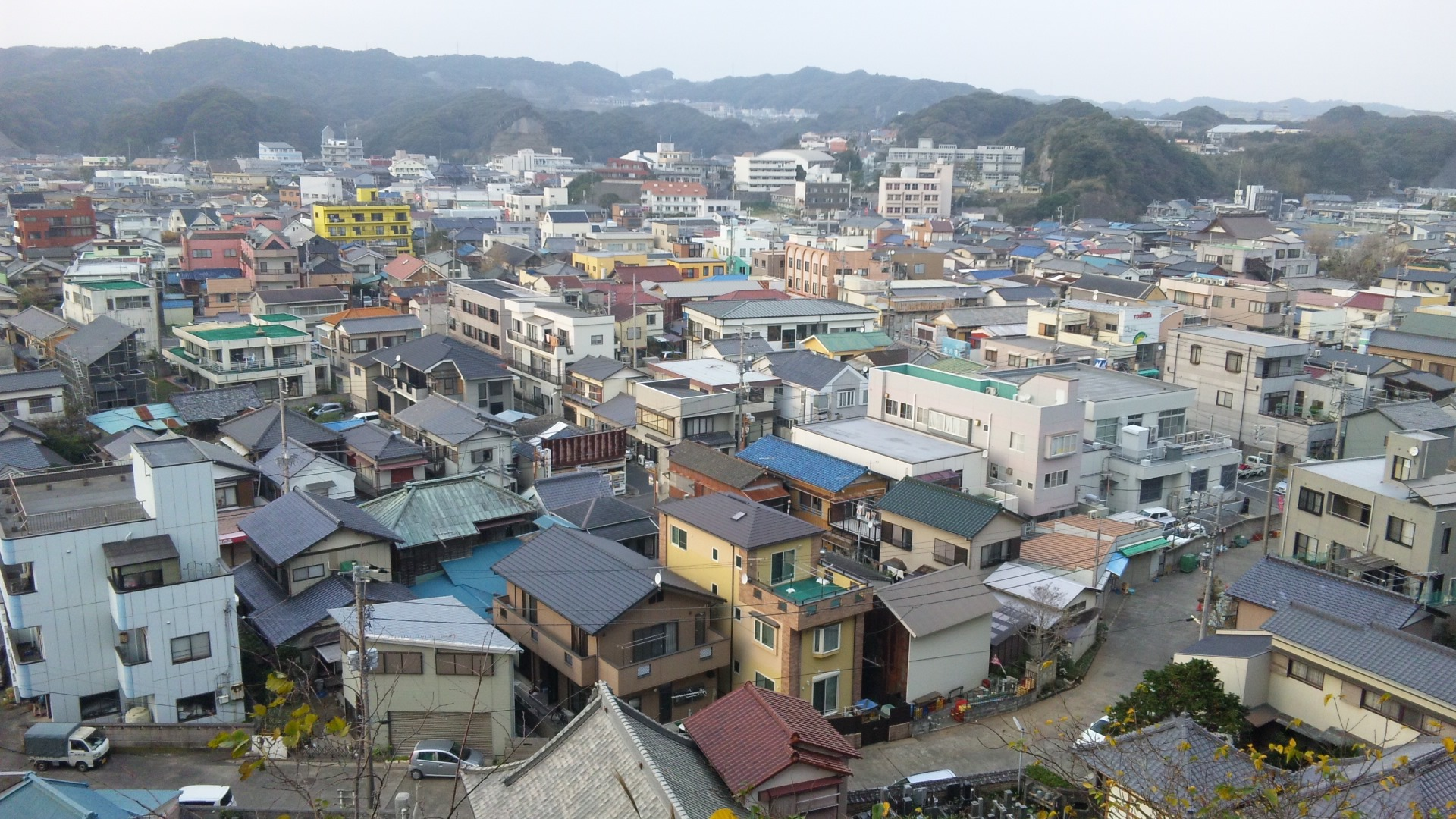
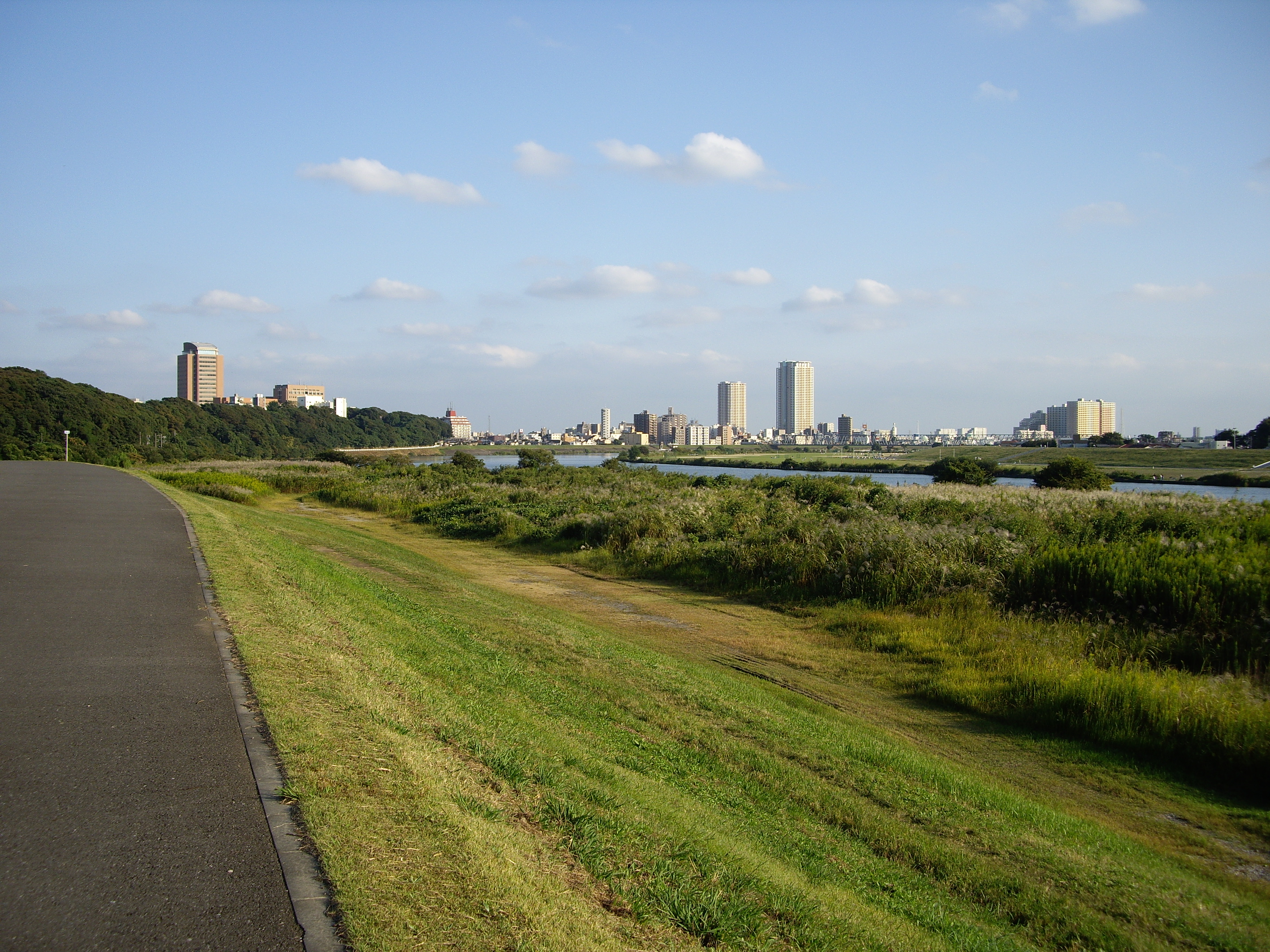
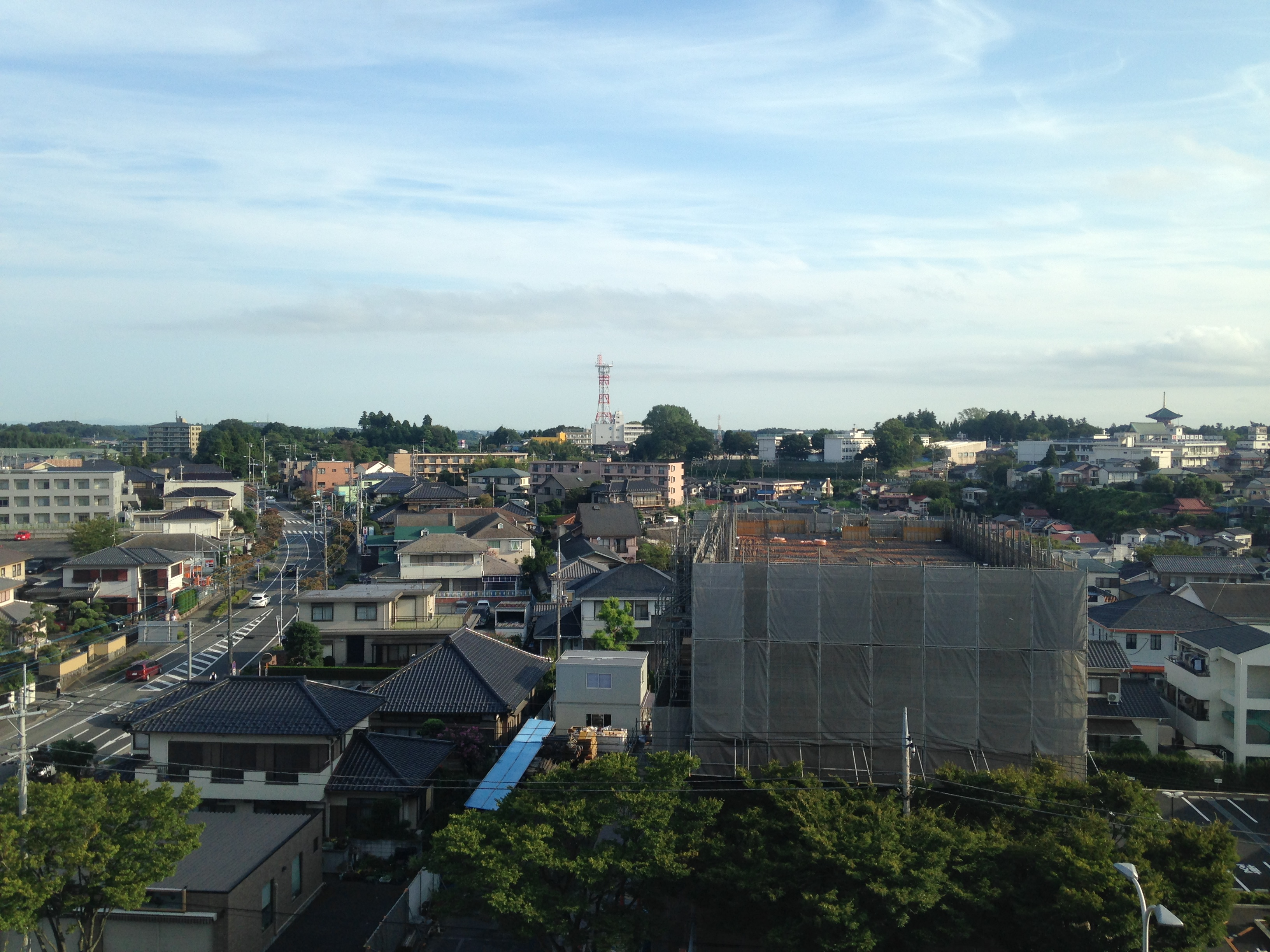
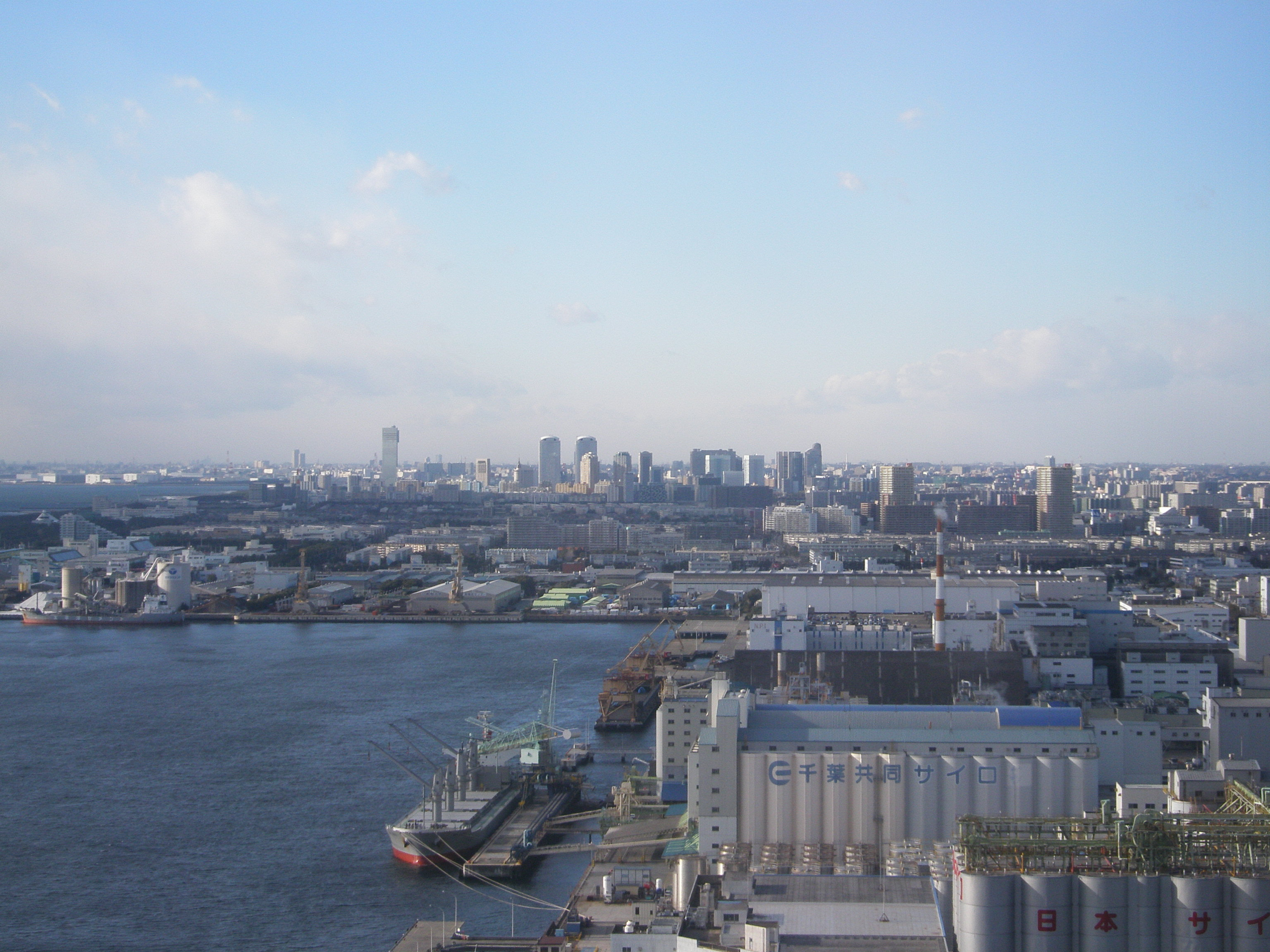
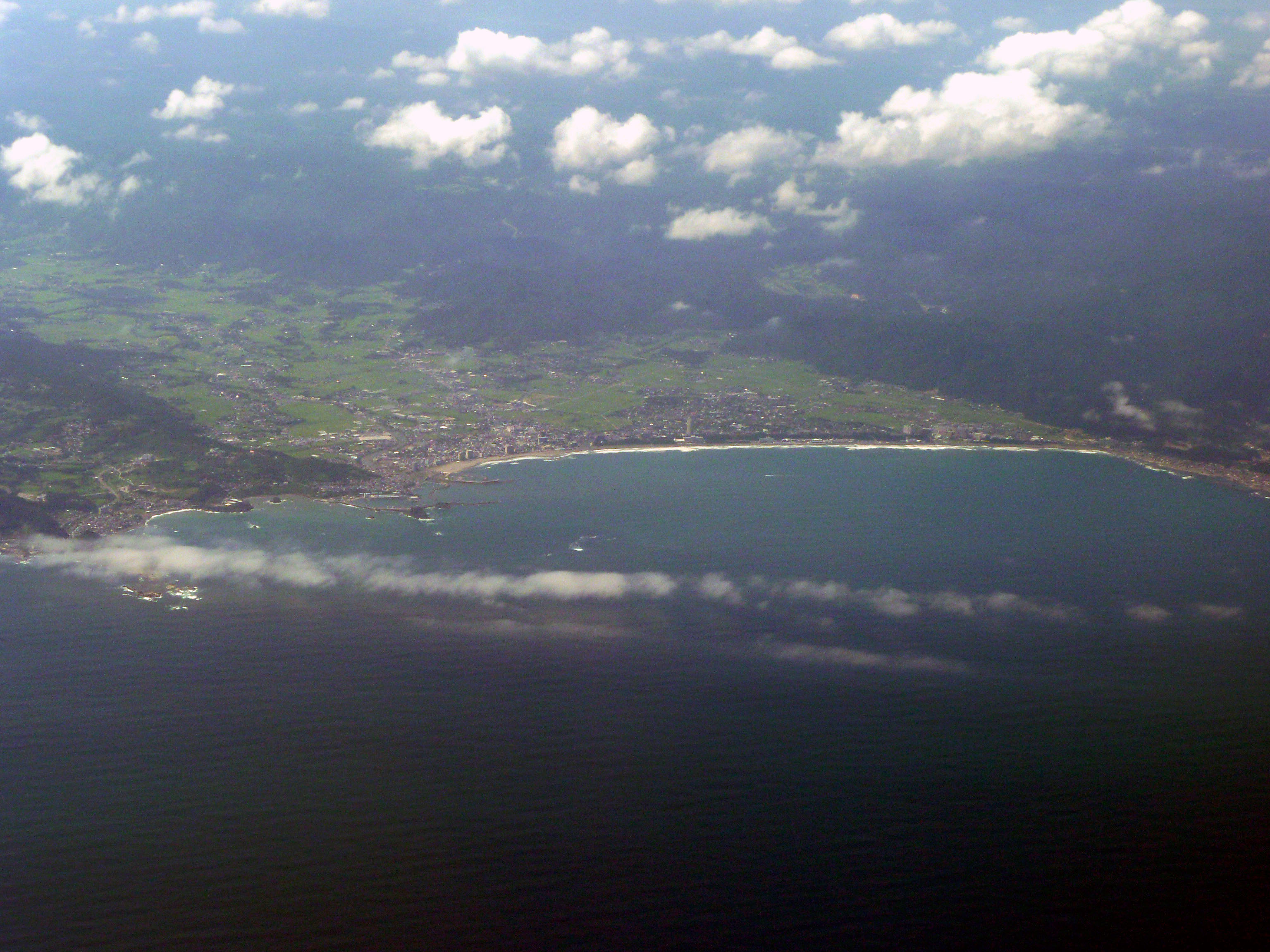

## أعلام
- كوجي نوغوشي
- يوكو كونو
- ريه ياماك
- إيجي أويدا
- نابويو فوجيشيرو